# Els Hoobs
Els Hoobs (títol original en anglès, The Hoobs) és una sèrie de televisió que mescla animació i imatge real creada i produïda per The Jim Henson Company i Decode Entertainment per a Channel 4 . Se'n van produir un total de 250 episodis en cinc temporades. Es va doblar al català pel Canal Super3 i el K3.
Channel 4 va anunciar el novembre de 2000 que s'havia desenvolupat una nova sèrie per a un públic preescolar. En un projecte conjunt de 20 milions de lliures entre Channel 4 i The Jim Henson Company, el canal va encarregar 250 episodis de mitja hora que s'havien d'emetre a partir de principis de 2001 (per substituir Barri Sèsam). La sèrie havia de ser la sèrie preescolar més gran de la televisió britànica, ja que es va dir que "Channel 4 pretenia que els seus Hoobs fossin els nous Teletubbies i els nous Tweenies" i esperava el mateix èxit que les altres.
El vicepresident executiu de The Jim Henson Television Company, Angus Fletcher, va comentar el següent: "Estem encantats de tenir l'oportunitat de ser pioners en un format innovador que abordarà les necessitats de la primera generació realment multimèdia".